# Salvia virgata
Salvia virgata là một loài thực vật có hoa trong họ Hoa môi. Loài này được Jacq. miêu tả khoa học đầu tiên năm 1770.